# Paul Sinkwitz
Paul Sinkwitz (* 29. März 1899 in Ebersbach, Sachsen; † 15. Juli 1981 in Bad Tölz) war ein deutscher Grafiker und Maler.

## Leben und Wirken
Der Sohn eines Ebersbacher Textilhändlers lernte früh das harte Leben der Weber in der Oberlausitz kennen. Hier liegt auch die tiefe Frömmigkeit verwurzelt, die sich später in vielen seiner Werke widerspiegelte. An der Graphischen Kunstanstalt seiner Heimatstadt erhielt Sinkwitz eine erste Ausbildung als Zeichner und Lithograf. Im Ersten Weltkrieg wurde er verwundet.
Sinkwitz war Mitglied im Wandervogel und im Finkensteiner Bund. Ab 1920 studierte er an der Staatlichen Akademie der Graphischen Künste Leipzig bei Franz Hein, Alois Kolb und Hans Alexander Müller sowie an der Kunstgewerbeakademie Dresden bei Arno Drescher und Georg Erler. 1922 folgte er einer Einladung von Karl Schmidt in die Gartenstadt Hellerau, wo er für mehr als drei Jahrzehnte lebte. In Dresden war Sinkwitz Mitglied der Ortsgruppe des Bundes der Deutschen Gebrauchsgraphiker unter Leitung von Bruno Gimpel. Von 1924 bis 1929 studierte er an der Akademie der Bildenden Künste Dresden bei Ferdinand Dorsch (1875–1938) und Max Feldbauer. Als Meisterschüler von Robert Sterl wandte er sich zwischenzeitlich verstärkt der Malerei zu. 1930 wurde er mit dem Kunstpreis der Stadt Dresden ausgezeichnet. 1931 erhielt Sinkwitz einen Lehrauftrag an der Staatlichen Akademie für Kunstgewerbe Dresden. 1937 bis 1945 war er Leiter der Abteilung Graphische Techniken. 1940 wurde er als Dozent für Schriftgestaltung an die Staatliche Kunsthochschule Dresden berufen.
Einige frühere sozial engagiert Arbeiten galten den Nazis als „entartet“ und wurden 1937 in der Aktion „Entartete Kunst“ beschlagnahmt und vernichtet, nachweislich sein Linolschnitt Dudelsackpfeifer und sein Holzschnitt Mutter und Kind aus dem Lindenau-Museum Altenburg/Thüringen.
In den Jahren 1939, 1942, 1934 und 1944 war Sinkwitz auf der Großen Deutschen Kunstausstellung in München vertreten. Er galt zur Zeit des Nationalsozialismus als „politisch unbelehrbar“, weil er sich für rassisch und politisch Verfolgte einsetzte, und wurde 1944 zur Wehrmacht eingezogen. Nach dem Zweiten Weltkrieg arbeitete er freischaffend und wurde 1947 Mitglied der Künstlergruppe Das Ufer. Er war u. a. 1946 auf der Kunstausstellung Sächsische Künstler und 1948 auf der Ausstellung „150 Jahre soziale Strömungen in der bildenden Kunst“ mit zwei Holzschnitten vertreten.
1955 übersiedelte er nach Stuttgart, wo er als Lehrer an der Höheren Fach- und Meisterschule wirkte. Seinen Lebensabend verbrachte er in Arzbach bei Bad Tölz.
Paul Sinkwitz gilt als einer der vielseitigsten Künstler seiner Zeit und als herausragender Vertreter der Werkkunst. Er schuf zahlreiche Holzschnitte zum Brauchtum und zur Sagenwelt der Oberlausitz, Buchillustrationen, Zyklen zu biblischen Stoffen, das Apsisbild der Dresdner Diakonissenhauskirche sowie bekannte Plakate. Wegen Benachteiligung im Nationalsozialismus war er rückwirkend ab 1942 zum Professor berufen worden. Für sein Lebenswerk erhielt er 1980 das Bundesverdienstkreuz am Bande.

## Werke (Auswahl)
- Drescher mit Flegel (Farblithografie, 45 × 17 cm, 1920er/1930er Jahre; Museum für Sächsische Volkskunst Dresden)[7]
- Spuler am Spinnrad (Öl auf Leinwand, 79 × 61 cm; Museum für Sächsische Volkskunst Dresden)[8]
- Mädchenbildnis (Öl; auf der Ausstellung „Dresdner Kunst 1930“)[9]
- Am Webstuhl (Holzschnitt, um 1930; 1948 ausgestellt auf der Ausstellung „150 Jahre soziale Strömungen in der bildenden Kunst“)[10]
- Lesendes Mädchen (Öl auf Leinwand, 73 × 60 cm, um 1930; im Bestand der Dresdener Galerie Neue Meister)[11]
- Weberbildnis (Tafelbild, um 1937)[12]
- Dünenweg (Aquarell; ausgestellt 1939 auf der Großen Deutschen Kunstausstellung in München)[13]
- Heimkehrende Bauern (Holzschnitt; ausgestellt 1942 auf der Großen Deutschen Kunstausstellung in München)[14]
- Bauernkrieg, Thomas Münzer (Tafelbild, Mischtechnik, 1953)[15]